# Lobelia beaugleholei
Lobelia beaugleholei är en klockväxtart som beskrevs av Albr. Lobelia beaugleholei ingår i släktet lobelior, och familjen klockväxter. Inga underarter finns listade i Catalogue of Life.